# Роналд Уейн
Роналд Джералд Уейн (на английски: Ronald Gerald Wayne) е американски бизнесмен.
Роден е на 17 май 1934 г. в Кливланд в еврейско семейство. През 1956 година се установява в Калифорния, където работи като техник. В средата на 70-те години работи в „Атари“, където се запознава със Стив Джобс и Стийв Возняк. През 1976 година тримата основават „Епъл Компютърс“, която през следващите десетилетия се превръща в един от водещите производители на потребителска електроника и софтуер в света. Уейн получава дял от 10%, но малко по-късно се отказва от него, след което напуска „Епъл“.